# Vussem
Vussem ist ein Stadtteil von Mechernich im nordrhein-westfälischen Kreis Euskirchen.

## Geografie
Vussem liegt im Tal des Feybachs, der dieses von Süd nach Nord in Richtung Euskirchen durchfließt, wo er in die Erft mündet. Die höchste Erhebung in der Nähe ist der Rüttlenkniep (406,3 m ü. NHN) im Norden.

## Geschichte
Früher bestand eine Eisenhütte. Die „Genossenschaft vom Heiligsten Herzen Jesu“ bereitete von 1926 bis 1968 im Missionshaus Studenten auf die Priesterweihe vor.
Am 1. Juli 1969 wurde die Gemeinde Vussem-Bergheim nach Mechernich eingemeindet.

## Sehenswürdigkeiten und Tourismus

Kapelle St. Margaretha
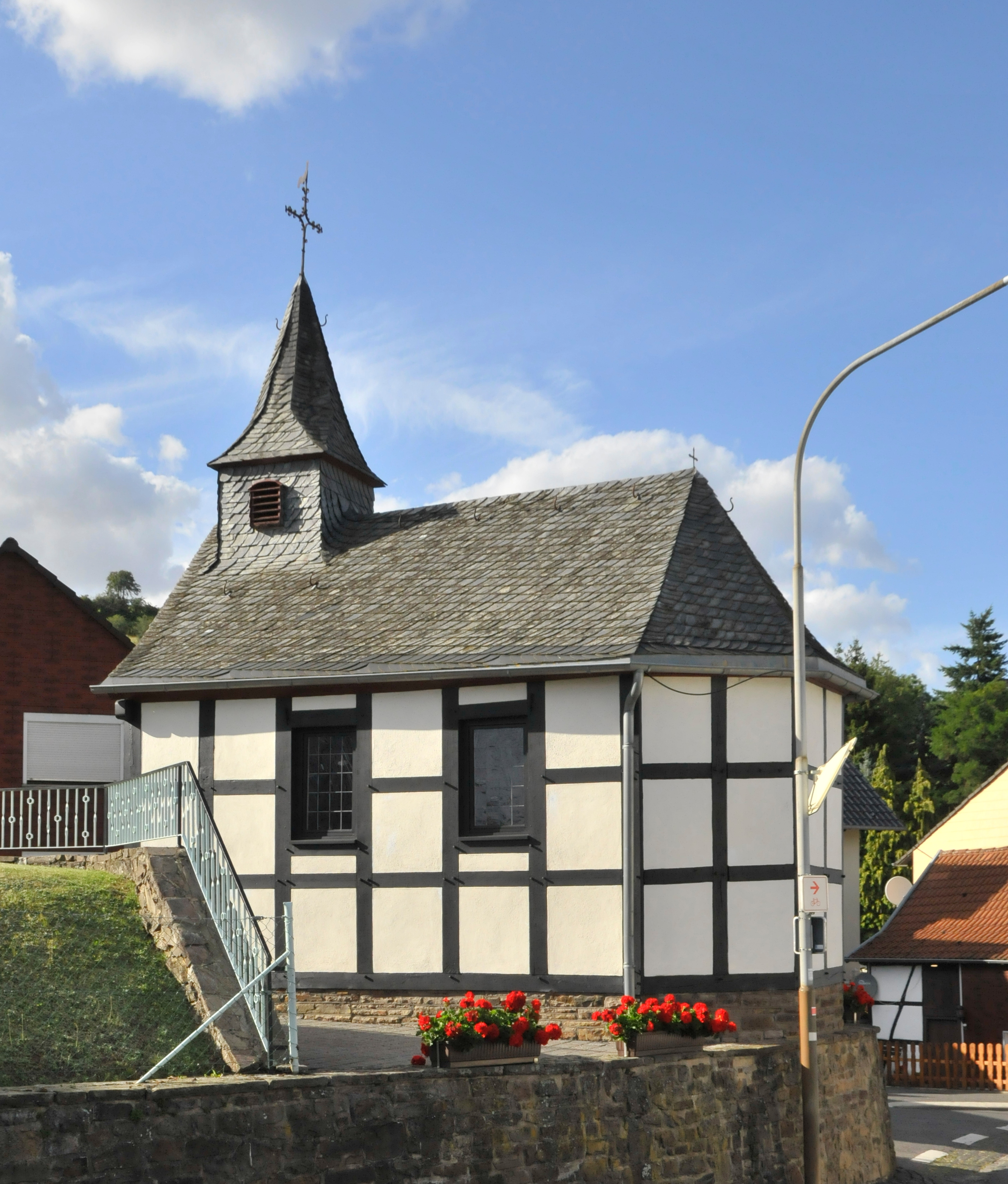
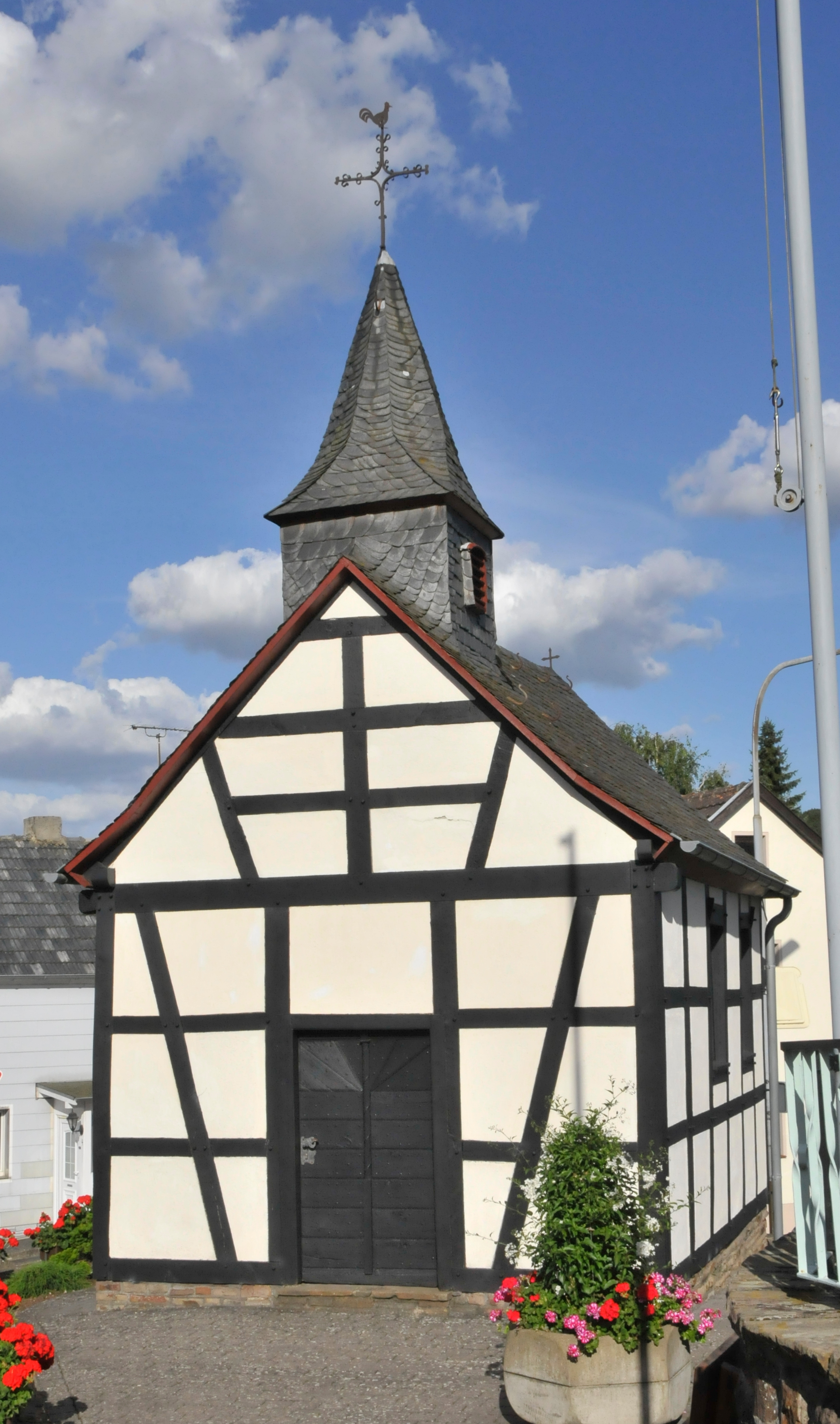

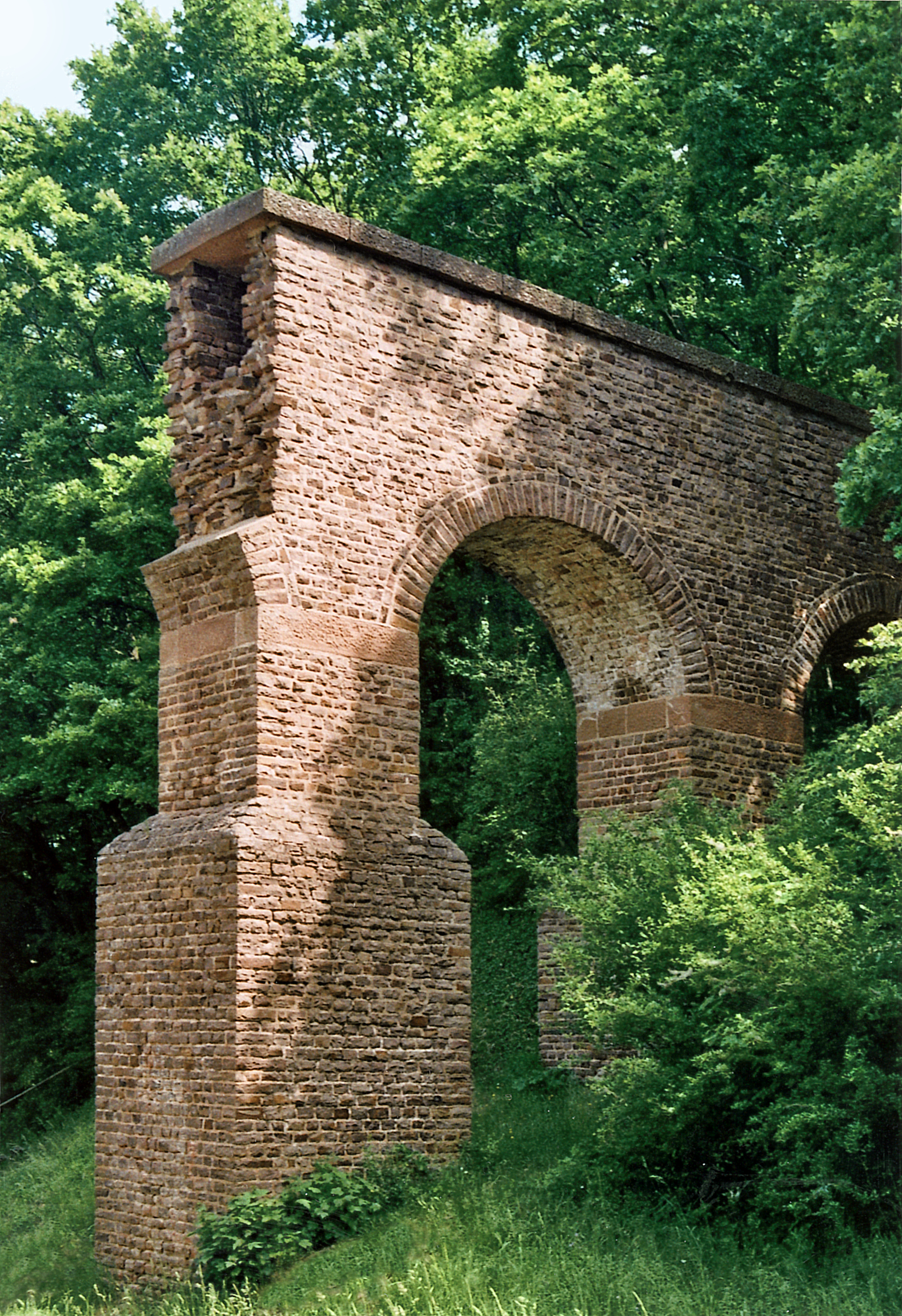
Aquäduktbrücke Vussem

- Kapelle im ehemaligen Missionshaus
- Fachwerkkapelle St. Margaretha
- Die Aquäduktbrücke von Vussem ist Teil der römischen Eifelwasserleitung, die im 1. Jahrhundert n. Chr. zur Frischwasserversorgung des römischen Köln entstand. Bei Bauarbeiten für einen Sportplatz wurden in den späten 1950er Jahren zwei römische Pfeilerfundamente achtlos zerstört. Dies nahm der Landschaftsverband Rheinland zum Anlass, 1959 dort eine umfassende archäologische Ausgrabung unter der Leitung von Waldemar Haberey durchzuführen. Die Grabungsergebnisse von 1959 bildeten die Grundlage für eine Teilrekonstruktion der Anlage, die heute touristisch erschlossen ist und als Teil des Römerkanal-Wanderwegs bei Kilometer 22,4 am Römerweg besichtigt werden kann.

Durch den Ort führen die Radfernwege:
- Eifel-Höhen-Route, die als Rundkurs um und durch den Nationalpark Eifel verläuft.
- Tälerroute, sie erschließt touristisch interessante Orte in Nordrhein-Westfalen auf familienfreundlicher Strecke.

## Verkehr
Durch den Ort verläuft die Landesstraße 115. In 1000 m Entfernung verläuft das Teilstück zwischen den Autobahnanschlussstellen Mechernich und Nettersheim der A 1.
Die VRS-Buslinie 830 der RVK verbindet den Ort mit Mechernich und Zingsheim. Die Fahrten verkehren überwiegend als TaxiBusPlus im Bedarfsverkehr. Zusätzlich verkehren im Schülerverkehr einzelne Fahrten der Linien 826, 827 und 867.
| Linie | Betreiber        | Verlauf |
| ----- | ---------------- | --- |
| 826   | Kreis EU/Schäfer | MiKE (außer im Schülerverkehr): Kalenberg / (Kall Bf – Keldenich – Dottel) – Kallmuth – Lorbach – Bergheim – (Vollem ← Vussem ← Breitenbenden ←) Mechernich Stiftsweg – Mechernich Bf |
| 827   | Schäfer          | Zingsheim – Weyer – Dreimühlen – Eiserfey – Vollem – Urfey – Kallmuth – Lorbach – Bergheim – (Holzheim → Harzheim →) Vussem – Breitenbenden – Mechernich Stiftsweg – Mechernich Bf    |
| 830   | RVK              | MiKE (außer im Schülerverkehr): (Zingsheim –) Weyer – Dreimühlen – Eiserfey – (Urfey – Vollem –) Vussem – Breitenbenden – Mechernich Stiftsweg – Mechernich Bf                        |
| 867   | Schäfer          | Satzvey – Antweiler – Wachendorf – Lessenich – Rißdorf – Weiler am Berge – Holzheim – Harzheim – (Eiserfey – Vussem – Breitenbenden –) Mechernich Stiftsweg – Mechernich Bf           |

## Töchter und Söhne des Ortes
- Pater Stanislaus Sobieszczyk (MSC) (1913–2001), letzter Herz-Jesu-Missionar in Vussem, Lebensretter vieler Vertriebener im damaligen Ostpreußen, durch Bischof Clemens August von Galen 1940 zum Priester geweiht.[3]
- Udo Winand (* 1943), Professor für Wirtschaftsinformatik und Autor